# Liste d'élections en 1939
Chronologie des élections
- 1935
- 1936
- 1937
- 1938
- 1939
- 1940
- 1941
- 1942
- 1943

Cette liste recense les élections organisées durant l'année 1939. Elle inclut les élections législatives et présidentielles nationales dans les États souverains, ainsi que les référendums au niveau national.
Au début de l'année, la menace d'une nouvelle guerre mondiale plane. Elle éclate en septembre, avec l'invasion de la Pologne par l'Allemagne nazie, restreignant la poursuite de la vie politique normale dans certains États démocratiques. Au mois d'avril, déjà, la victoire des nationalistes lors de la guerre d'Espagne met fin à la démocratie dans ce pays. La Suisse, les États baltes, la Finlande, la Norvège et les États-Unis se déclarent neutres à l'entame de la Seconde Guerre mondiale.
De nombreux pays en 1939 ne reconnaissent pas encore le droit de vote des femmes. Néanmoins, les élections ci-dessous se déroulent au suffrage universel sans distinction de sexe, sauf en cas d'indication contraire (« élection au suffrage masculin »).

## Par mois

### Janvier
| Date      | Pays     | Élections      | Notes | Résultats |
| --------- | -------- | -------------- | --- | --- |
| 3 janvier | Salvador | Présidentielle | Élection au suffrage masculin. Le Salvador à cette date est une dictature militaire, responsable en 1932 du massacre de dizaines de milliers de civils dans les campagnes. | Le général Maximiliano Hernández Martínez (Parti national pour la patrie, droite à extrême-droite), seul candidat, est automatiquement réélu. |

### Février
Il n'y a pas d'élection nationale en février 1939.

### Mars
| Date          | Pays     | Élections    | Notes | Résultats |
| ------------- | -------- | ------------ | --- | --- |
| 1er et 2 mars | Vatican  | Conclave     | Élection du pape par les cardinaux, à la suite de la mort de Pie XI. Premier conclave depuis la proclamation de l'État de la Cité du Vatican en tant qu'État souverain, en 1929. Le pape est le monarque temporel et absolu de cet État. | Au second jour du conclave, le cardinal Eugenio Pacelli est élu, et prend le nom de « Pie XII ». |
| 19 mars       | Colombie | Législatives | Élections au suffrage masculin. | Le Parti libéral conserve la majorité absolue des sièges, devant le Parti conservateur. |
| 26 mars       | Turquie  | Législatives | | Le Parti républicain du peuple (centre-gauche, laïc, kémaliste) ne fait pas encore face à des partis concurrents à cette date, et remporte donc aisément les élections. Refik Saydam demeure premier ministre. |

### Avril

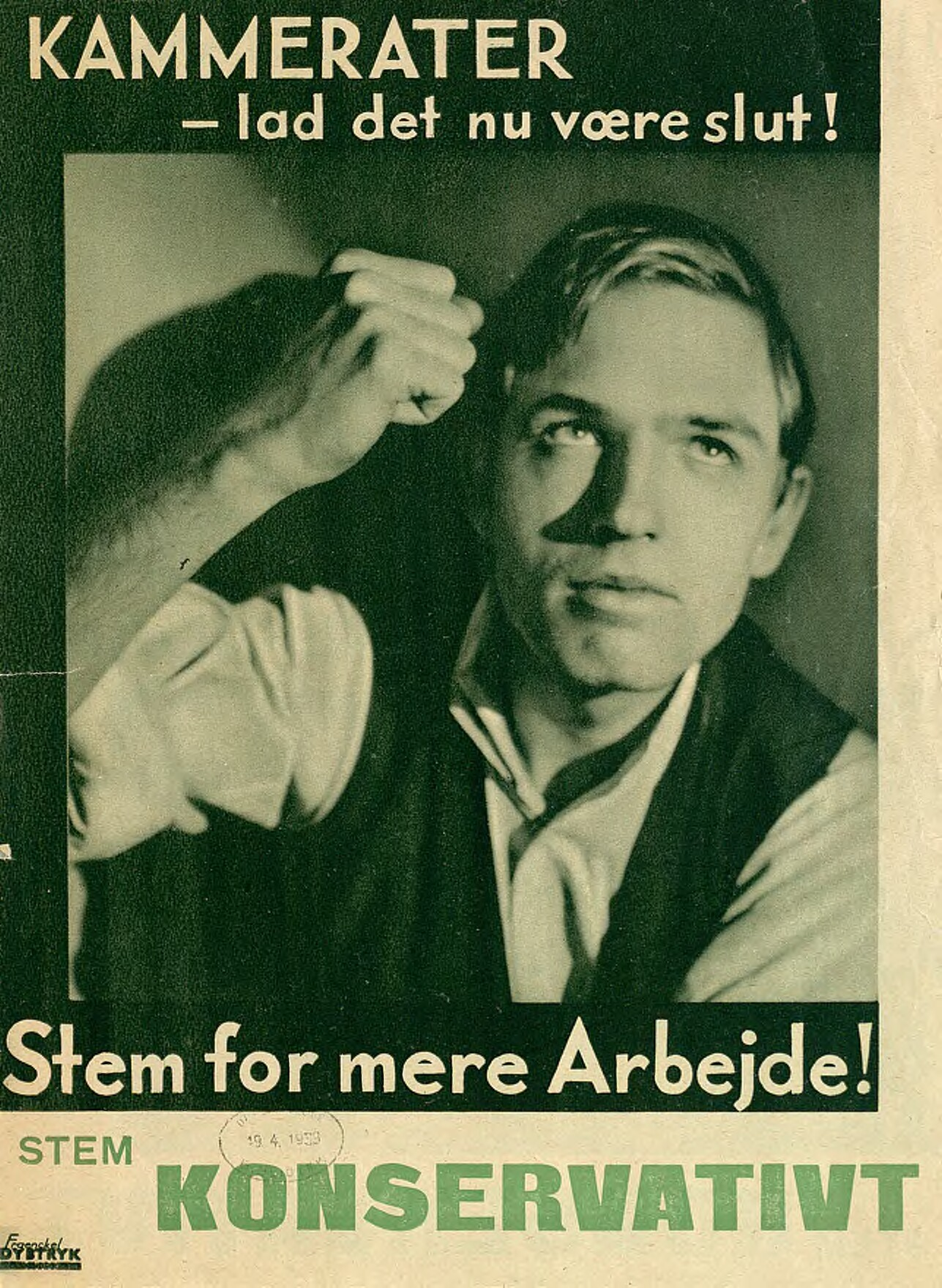
Affiche de campagne du Parti populaire conservateur pour les élections au Danemark : « Camarades, finissons-en ! Votez pour davantage de travail. Votez Conservateur ».

| Date          | Pays            | Élections    | Notes | Résultats |
| ------------- | --------------- | ------------ | --- | --- |
| 2 avril       | Belgique        | Législatives | | Parlement sans majorité. Le Parti catholique (conservateur) devance de peu le Parti ouvrier (socialiste) à la Chambre des représentants, tandis que ces deux partis remportent chacun le même nombre de sièges au Sénat. Ils forment ensemble un gouvernement de coalition majoritaire, mené par Hubert Pierlot (Parti catholique). Le mouvement rexiste (extrême-droite : corporatisme, fascisme clérical) ne termine qu'à la sixième place, derrière le Parti communiste. |
| 4 avril       | Liechtenstein   | Législatives | Ces « élections » n'en sont pas. Afin d'empêcher une percée du parti Mouvement populaire allemand au Liechtenstein (nazi), les deux partis au pouvoir modifient la loi électorale afin de permettre l'organisation d'élections sans suffrage. | Le Parti progressiste des citoyens (droite) et l'Union patriotique (droite) poursuivent leur gouvernement de coalition. Josef Hoop (PPC) demeure premier ministre. |
| 3 et 14 avril | Danemark        | Législatives | La chambre basse (Folketing) est élue au suffrage direct le 3 avril. Ce même jour, les citoyens élisent les électeurs qui éliront à leur tour la chambre haute (Landsting) le 14 avril. | Parlement sans majorité. Les Sociaux-démocrates conservent leur majorité relative des sièges aux deux chambres. Thorvald Stauning demeure premier ministre. Le Parti communiste et le Parti nazi ne remportent chacun que trois sièges sur 149 au Folketing. |
| 14 avril      | Rhodésie du Sud | Législatives | Élections au suffrage censitaire, officiellement sans distinction ethnique. Pour obtenir le droit de vote, une personne doit également savoir lire et écrire en anglais. Ces modalités sont employées pour s'assurer qu'une large majorité de l'électorat demeure blanc, dans un pays où une large majorité de la population est noire. Les femmes peuvent voter, mais ne peuvent pas se porter candidates. | Le Parti unifié (conservateur) conserve la majorité absolue des sièges, devant notamment le Parti travailliste (gauche). Godfrey Huggins demeure premier ministre. |

### Mai
| Date         | Pays               | Élections    | Notes | Résultats |
| ------------ | ------------------ | ------------ | ----- | --- |
| 28 et 29 mai | Royaume de Hongrie | Législatives |       | Le Parti de la vie hongroise (extrême-droite, antisémite), au pouvoir, conserve la majorité absolue des sièges. Le Parti des Croix fléchées (extrême-droite, nazi, violemment antisémite) termine deuxième. Pál Teleki demeure premier ministre. |

### Juin
| Date          | Pays                | Élections    | Notes | Résultats |
| ------------- | ------------------- | ------------ | --- | --- |
| 1er et 2 juin | Royaume de Roumanie | Législatives | La Roumanie à cette date est une dictature à parti unique sous l'autorité personnelle du roi Carol II. Pour ces élections, le droit de vote des hommes a été restreint à ceux âgés d'au moins 30 ans (ce qui était déjà le cas pour les femmes). Les illettrés sont exclus. Une liste unique de candidats est présentée par le gouvernement. | Le Front pour la renaissance nationale (corporatiste, antisémite, d'inspiration fasciste), seul parti autorisé, remporte mécaniquement tous les sièges. Armand Călinescu demeure premier ministre. |

### Juillet
| Date             | Pays     | Élections    | Notes | Résultats |
| ---------------- | -------- | ------------ | --- | --- |
| 1er et 2 juillet | Finlande | Législatives | | Le gouvernement de coalition composé du Parti social-démocrate, de la Ligue agraire (centre) et du Parti progressiste national (libéral) conserve sa majorité absolue des sièges, avec les sociaux-démocrates nettement en tête. Aimo Kaarlo Cajander (PPN) demeure premier ministre. Après l'invasion de la Finlande par l'Union soviétique le 30 novembre, Risto Ryti (PPN) est toutefois nommé premier ministre du pays en guerre. |
| 23 juillet       | Haïti    | Réferendum   | Des amendements constitutionnels sont soumis aux citoyens. Ils abrogeraient notamment l'élection du président de la République au suffrage universel. Haïti à cette date est une dictature militaire sous la présidence de Sténio Vincent ; les mouvements d'opposition sont réprimés, et la presse est censurée. | La proposition est approuvée officiellement par 99,9 % des voix. |

### Août
Il n'y a pas d'élection nationale en août 1939.

### Septembre
Il n'y a pas d'élection nationale en septembre 1939.

### Octobre
| Date       | Pays    | Élections      | Notes | Résultats |
| ---------- | ------- | -------------- | --- | --- |
| 22 octobre | Pologne | Législatives   | Durant le mois de septembre, la Pologne est envahie et partagée par l'Allemagne nazie et par l'Union soviétique. Dans l'est du pays, les forces d'occupation soviétique organisent l'élection d'assemblées visant à approuver l'annexion de ce territoire à l'URSS. Une partie de la Pologne, considérée comme l'« Ukraine occidentale », se voit dotée d'une assemblée ; il en va de même pour la région considérée comme la « Biélorussie occidentale ». Les citoyens sont contraints de participer au vote, dont la tenue est caractérisée par des fraudes et intimidations massives. | Les candidats choisis par les autorités soviétiques sont déclarés élus. Les deux corps législatifs ainsi formés votent respectivement le rattachement de leurs territoires à la République socialiste soviétique d'Ukraine et à la République socialiste soviétique de Biélorussie. Le territoire de la Pologne est ainsi démantelé. |
| 22 octobre | Pérou   | Présidentielle | Élection au suffrage masculin. | Manuel Prado Ugarteche (centriste, libéral, populiste) est élu avec 77,5 % des voix. |
| 29 octobre | Suisse  | Législatives   | Élections au suffrage masculin. La Suisse demeure neutre dans la Seconde Guerre mondiale qui vient d'éclater. | Parlement sans majorité. Le Parti radical-démocratique devance de peu le Parti socialiste et le Parti conservateur populaire. Les deux partis d'extrême-droite (le Front national et l'Union nationale), qui disposaient d'un siège chacun dans la législature sortante, disparaissent du Parlement.                                 |

### Novembre
| Date        | Pays | Élections    | Notes                                  | Résultats |
| ----------- | ---- | ------------ | -------------------------------------- | --- |
| 15 novembre | Cuba | Législatives | Élection d'une assemblée constituante. | Alternance. L'alliance des partis d'opposition, menés par le Parti authentique (national-syndicaliste, social-corporatiste) remporte une majorité absolue des sièges. La Constitution issue de cette assemblée introduit des réformes progressistes en matière d'éducation, de salaire minimum et de réformes agraires, mais n'est pas pleinement mise en œuvre par le gouvernement. |

### Décembre
| Date        | Pays                | Élections    | Notes | Résultats |
| ----------- | ------------------- | ------------ | --- | --- |
| 24 décembre | Royaume de Bulgarie | Législatives | Élections au suffrage masculin. La Bulgarie à cette date est un régime autoritaire sous l'autorité personnelle du tsar Boris III. Les partis politiques en tant que tels ne sont pas autorisés à participer aux élections. Fin 1939, le pays est neutre en ce qui concerne la Seconde Guerre mondiale. | Les candidats favorables au gouvernement du tsar obtiennent une majorité écrasante des sièges. Gueorgui Kiosseivanov demeure premier ministre. Bien que le Parti communiste ait été interdit, les candidats communistes obtiennent 8 % des voix, et apparaissent comme le principal mouvement d'opposition parlementaire. |